# Parque Güell y Martos
El parque Güell y Martos es un parque público con jardines y elementos arquitectónicos situado en la población de Comillas (Cantabria, España). Es obra del arquitecto catalán Lluís Doménech i Montaner y su construcción fue dirigida por Cristóbal Cascante.
El parque Güell y Martos es conocido popularmente en la villa de Comillas como parque de la Estatua por el monumento al primer Marqués de Comillas, Antonio López y López, que se encuentra en una colina del parque. Está en una de las partes más altas de la villa como un bello mirador al cantábrico y enclave privilegiado, ya que este parque fue concebido de manera estratégica como atalaya frente al mar y como un conjunto estructurado donde confluyen varios de los edificios emblemáticos de Comillas a pocos metros, como el Palacio de El Duque, el cementerio o un poco más alejado pero en la misma línea visual el Seminario Pontificio, todo ello dentro de un incomparable marco de belleza natural.

## Historia

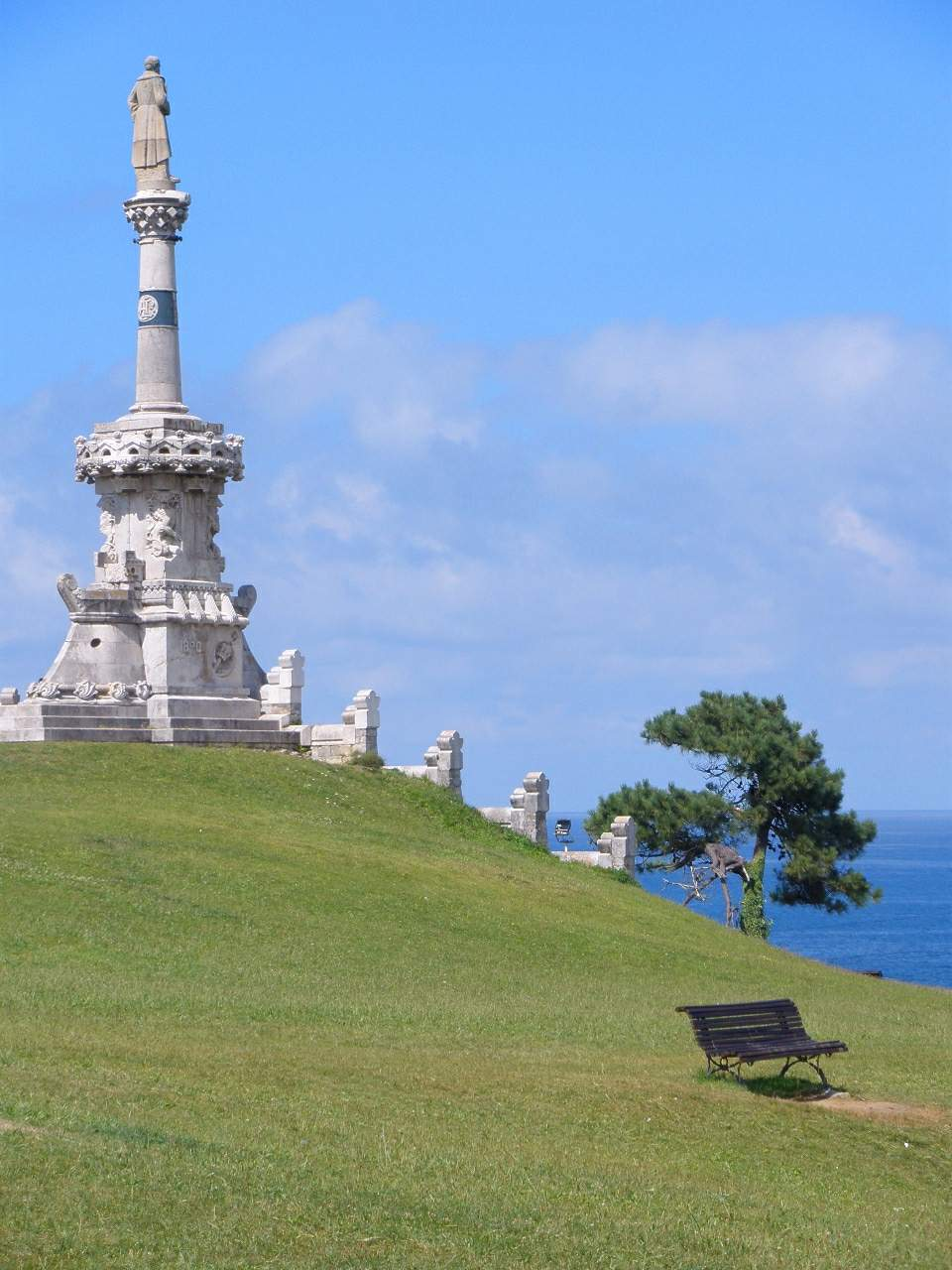
Monumento al Marqués de Comillas

Tras el fallecimiento de Antonio López y López en 1883, el Ayuntamiento de Comillas buscó la forma de agradecer y recordar al empresario y mecenas en su villa natal, y se acordó realizar una enorme estatua del marqués. Esta se levantó en el Prado de Ángel Bernardo Pérez, amigo del Marqués, que lo había regalado al pueblo para que acogiera el monumento y en el que se aprovechó para realizar el proyecto del parque con diferentes variaciones.
La estatua del marqués se terminó de construir en 1890. El consistorio comillano recaudó los fondos para sufragar los gastos por suscripción popular entre los vecinos de la villa en agradecimiento a las numerosas obras realizadas por el Marqués de Comillas.

## Descripción
El parque tiene una extensión de tres hectáreas aproximadamente, aunque sus dimensiones llegaron a ser mayores ya que en la ladera norte se disgregó parte de la finca para la construcción de varias villas de veraneo y una parte de la parcela este se anexionó posteriormente a otra propiedad colindante.
La arquitectura y el diseño del parque es un reflejo del arte modernista catalán. Este espacio viene acondicionándose desde el año 1890, año en que se inauguró la estatua al I Marqués de Comillas, y en él conviven las zonas verdes con áreas recreativas infantiles. Es un proyecto realizado por el arquitecto catalán Lluís Doménech i Montaner dirigido por Cristóbal Cascante. Originalmente el perímetro del parque se pretendía cerrar con un muro de mampostería de más de dos metros de alto y con unas jardineras en la parte superior así como el gran pórtico monumental de entrada que no llegaron a construirse (se cree que por razones económicas) además de dividir el parque recreando los diferentes jardines de cada continente, de lo que se tiene conocimiento por bocetos del proyecto.
La entrada principal al parque está situada al sur del mismo, frente a la entrada al Palacio de El Duque (de los duques de Almodóvar del Río), en la zona conocida como Prado de San José. El tramo perimetral del parque está constituido como un jardín paisajista en el que se integran varias estructuras, como zonas recreativas infantiles, una fuente así como pérgolas. Todas estas construcciones se comunican entre sí por una cómoda senda y zonas ajardinadas, entre las que se intercalan bancos, adornándose con numerosos árboles, arbustos y pequeñas flores, que contrastan con el verdor de amplias superficies de hierba.
En la zona central está situada la estatua, se erige con un original pedestal en forma de proa de barco y la columna sobre la que se levanta la estatua del marqués. En ella abundan los temas marítimos y destacaban las estatuas de bronce alegóricas de sus viajes a Filipinas y las Antillas, que fueron realizadas en bronce por Venancio Vallmitjana, discípulo de Damià Campeny, usando piezas de bronce procedentes de algunos barcos de la Compañía Trasatlántica Española que creó el mismo Antonio López y López en vida y fundidos en el Taller Pere Mir (durante la guerra civil se fundieron los bronces de las indias y escudos junto con la figura de López, hoy desaparecidas). El monumento tiene unas escaleras laterales para subir desde la parte norte al mirador, situadas a los lados del pedestal, desde el que se puede acceder al mirador sobre la playa y el puerto de Comillas.
Además de la propia estatua, frente a ella, se encuentra un crucero llamado coloquialmente como La Cruz de la Estatua para diferenciarla de otra exactamente igual en lo que fue el límite del parque. Este crucero es un monumento religioso que está constituido por una cruz de piedra sobre un pilar, expuesto en el lugar más elevado, lugar en el que seguramente existían cultos paganos a la naturaleza como tradicionalmente sucedía en estos sitios.
Se trata de uno de los monumentos religiosos más característicos de Cantabria, también es posible encontrar cruceros, sobre todo frente a lugares religiosos.
Es una obra de arte popular, y los existentes en Comillas están esculpidos en granito, está constituidos por varios elementos. La plataforma de varias gradas. Un pedestal, normalmente cuadrangular, liso y sin inscripciones.

## En la actualidad
En 1970 el consistorio comillano decide acondicionar una parte del parque con zonas de juegos infantiles para disfrute de los niños y colocar, en honor del Marquesado de Comillas y como nombre oficial, una placa a la entrada dedicada a Juan Alfonso Güell y Martos, IV Marqués de Comillas.